# 1990 في تشيلي
فيما يلي قوائم الأحداث التي وقعت خلال عام 1990 في تشيلي.

## سياسة

### تعيين في المنصب
- 1 يناير – نيكولاس دياز عضو مجلس الشيوخ التشيلي ‏.
- 11 مارس – أندريس تشادويك عضو مجلس النواب التشيلي ‏.
- 11 مارس – إدواردو فراي رويز تاجل عضو مجلس الشيوخ التشيلي ‏.
- 11 مارس – باتريسيو أيلوين رئيس تشيلي.
- 11 مارس – ريكاردو لاغوس وزير التربية ‏.
- 11 مارس – سبستيان بنييرا عضو مجلس الشيوخ التشيلي ‏.

### انتهاء فترة المنصب
- 11 مارس – أوغستو بينوشيه رئيس تشيلي.

## رياضة
- 1 يناير – الدوري التشيلي لكرة القدم 1990 الفائز كولو-كولو.

## مواليد

### يناير
- 9 يناير – خورخي رومو لاعب كرة قدم تشيلي.
- 30 يناير – بابلو تامبوريني لاعب كرة قدم تشيلي.

### فبراير
- 2 فبراير – سباستيان تورو لاعب كرة قدم تشيلي.
- 11 فبراير – خوان غوتيريز لاعب كرة قدم تشيلي.
- 19 فبراير – ريناتو غونزاليس لاعب كرة قدم تشيلي.
- 25 فبراير – فرنسيسكو ألاركون لاعب كرة قدم تشيلي.
- 27 فبراير – خوان كورنيخو لاعب كرة قدم تشيلي.

### مارس
- 10 مارس – إيفان لوبيز
- 17 مارس – ليوناردو فيغيروا لاعب كرة قدم تشيلي.
- 18 مارس – إدواردو فيلاغرا لاعب كرة قدم تشيلي.
- 24 مارس – إسحاق دياز لاعب كرة قدم تشيلي.

### أبريل
- 1 أبريل – كيليان ديلغادو لاعب كرة قدم تشيلي.
- 1 أبريل – نيكولاس ألتاميرانو لاعب كرة قدم تشيلي.
- 9 أبريل – غونزالو إسبينوزا لاعب كرة قدم تشيلي.
- 23 أبريل – هانس ساليناس لاعب كرة قدم تشيلي.
- 26 أبريل – كلاوديو غونزاليس لاعب كرة قدم تشيلي.

### مايو
- 1 مايو – إيستيبان بافيز لاعب كرة قدم تشيلي.
- 8 مايو – ماتياس سانشيز لاعب كرة قدم تشيلي.
- 9 مايو – ياسر إسلامي لاعب فلسطيني.
- 17 مايو – ميراندا بودينهوفر ممثلة تشيلية.
- 19 مايو – هومبيرتو بوستامانتي لاعب كرة قدم تشيلي.
- 21 مايو – كارلوس إسكوبار لاعب كرة قدم تشيلي.
- 30 مايو – خورخي إدواردو ألفاريز لاعب كرة قدم تشيلي.

### يونيو
- 8 يونيو – كيفن هاربوتل لاعب كرة قدم تشيلي.
- 10 يونيو – جيفرسون كاستيلو لاعب كرة قدم تشيلي.
- 21 يونيو – سباستيان زونيغا

### يوليو
- 1 يوليو – براوليو بايزا لاعب كرة قدم تشيلي.
- 6 يوليو – ماركو هيدالغو زونيغا لاعب كرة قدم تشيلي.
- 27 يوليو – لينو مالدونادو لاعب كرة قدم تشيلي.
- 29 يوليو – فرانسيسكا لارا لاعبة كرة قدم تشيلية.

### أغسطس
- 1 أغسطس – كريستوبال سافيدرا لاعب كرة مضرب تشيلي.
- 9 أغسطس – سيباستيان يوبيلا لاعب كرة قدم.

### سبتمبر
- 4 سبتمبر – فرنسيسكو كاسترو جامبوا لاعب كرة قدم تشيلي.
- 10 سبتمبر – موريسيو فلوريس ريوس لاعب شطرنج تشيلي.
- 29 سبتمبر – حزقيال سيلفا لاعب كرة قدم تشيلي.

### أكتوبر
- 8 أكتوبر – فيليبي غوتيريز لاعب كرة قدم تشيلي.

### نوفمبر
- 13 نوفمبر – دانييلا زامورا لاعبة كرة قدم تشيلية.
- 23 نوفمبر – كارلوس روس لاعب كرة قدم تشيلي.
- 30 نوفمبر – نويل باراهونا متزحلقة جبال الألب تشيلية.

### ديسمبر
- 14 ديسمبر – فيليبي أرايا لاعب كرة قدم تشيلي.
- 28 ديسمبر – خواكين مونيوث لاعب كرة قدم تشيلي.

## وفيات

### سبتمبر
- 27 سبتمبر – خوليو دوران (مواليد 1918) سياسي تشيلي.

### أكتوبر
- 3 أكتوبر – وينسلو أميس (مواليد 1907) مؤرخ فن أمريكي.